# Panolis
Panolis is een geslacht van nachtvlinders uit de familie Noctuidae. Een bekende soort is de dennenuil (Panolis flammea)

## Soorten
- Panolis flammea Denis & Schiffermüller, 1775 (Dennenuil)
- Panolis pinicortex Draudt, 1950
- Panolis exquisita Draudt, 1950